# Iris et le Cœur du lieutenant
Pour les articles homonymes, voir L'Épreuve.
Pour plus de détails, voir Fiche technique et Distribution.
Iris et le Cœur du lieutenant (titre original : Iris och löjtnantshjärta - autre titre : L'Épreuve) est un film suédois réalisé par Alf Sjöberg et sorti en 1946.

## Synopsis
Un beau lieutenant, issu d'une riche famille, est amoureux d'Iris, une soubrette. Il refuse de se marier avec une héritière que son père lui a choisie. Pour vivre avec Iris, il renonce même à sa carrière militaire. Hélas, il meurt accidentellement au cours de sa dernière mission. Iris reprend alors son service et choisit d'élever seule l'enfant qu'elle attend...

## Fiche technique
- Titre du film : Iris et le Cœur du lieutenant
- Titre original : Iris och löjtnantshjärta
- Réalisation : Alf Sjöberg
- Scénario : Alf Sjöberg et Olle Hedberg d'après son roman
- Photographie : Gösta Roosling - Noir et blanc
- Musique : Lars-Erik Larsson
- Montage : Tage Holmberg
- Décors : Arne Åkemark
- Production : Harald Molander pour Svensk Filmindustri
- Pays d'origine :  Suède
- Durée : 86 minutes
- Sortie : 16 décembre 1946 à Stockholm

## Distribution
- Mai Zetterling : Iris Mattson
- Alf Kjellin : Robert Motander, le lieutenant
- Holger Löwenadler : Baltzar Motander
- Ingrid Borthen : Mary
- Åke Claesson : Oscar
- Margaretha Fahlén : Greta
- Einar Axelsson : Frans
- Stig Järrel : Harald
- Gösta Prüzelius (non crédité) : un officier

## Commentaires
- Alf Kjellin et Mai Zetterling avaient formé un couple tellement convaincant dans Tourments, réalisé d'après un scénario d'Ingmar Bergman débutant, que Sjöberg les engage, à nouveau, dans Iris et le cœur du lieutenant, film dans lequel le réalisateur suédois poursuit sa critique de l'étroitesse d'esprit de la bourgeoisie suédoise. « En Suède, la famille aisée constituait dans certains films des années 1930, malgré tous ses défauts, un refuge confortable contre les iniquités du monde extérieur. En revanche, dans Tourments, Iris et le cœur du lieutenant et dans un nombre croissant de films des années 1940, la famille était désormais considérée comme une source d'amertume et de désaccord, comme un obstacle sur le chemin d'une génération désireuse de liberté psychologique et sociale », écrit Peter Cowie[1].
- Puis, il ajoute : « L'histoire d'amour entre Robert (Alf Kjellin) et Iris (Mai Zetterling) [...] contient une nostalgie particulière, de la même façon que l'idylle malheureuse dans le film de David Lean, Brève rencontre, tourné l'année précédente. Après avoir passé la soirée au cinéma, Iris et Robert s'arrêtent sur un pont dans l'obscurité. Pendant que la jeune femme scrute au-delà des rails, un navire avance sans faire de bruit sur les eaux étincelantes du port de Stockholm. Cette scène évoque ce désir de fuite typique du tempérament scandinave, ce que les Suédois nomment utbrytningsdröm »[2].

## Distinctions
Le film a été présenté en sélection officiel en compétition au Festival de Venise en 1947.